# Мурат, Газинур
Газинур Мурат (тат. Газинур Морат, урожд. Газинур Васикович Муратов (тат. Газинур Васикъ улы Моратов); род. 18 августа 1959, Большой Сардек, Кукморский район, Татарская АССР, РСФСР, СССР) — советский и российский татарский поэт, журналист. Народный поэт Республики Татарстан (2022), заслуженный деятель искусств Республики Татарстан (2001). Лауреат Государственной премии Республики Татарстан имени Габдуллы Тукая (2016). Лауреат Республиканской премии имени Мусы Джалиля (2007).
Из семьи колхозников, с детства интересовался литературой. После школы в 1976 году поступил на отделение татарского языка и литературы историко-филологического факультета Казанского университета, который окончил в 1981 году. В 1970—1980-х годах стал активно печататься с первыми литературными опытами, стихами и критическими статьями. Параллельно работал в ряде республиканских изданий, дослужился до должности заведующего редакцией художественной литературы в Татарском книжном издательстве. В 1988 году вступил в татарстанский Союз писателей. Также вёл активную комсомольскую работу, а в 1990-х годах участвовал в татарском национальном движении, в голодовке за суверенитет Татарстана. Является автором ряда стихотворных сборников, работает также в жанре детской литературы. По отзывам критиков, творчество Мурата наследует традициям шестидесятников как по стилистической форме, так и по содержанию, затрагивающему общественно-политические вопросы, проблемы сохранения татарского языка и культуры.

## Биография
Газинур Васикович Муратов родился 18 августа 1959 года в деревне Большой Сардек Кукморского района Татарской АССР. Из семьи крестьян-колхозников. Литературой заинтересовался в детстве, несмотря на то, что родители не были особо образованными людьми. В возрасте 12 лет тяжело перенёс менингит.
После окончания средней школы в родной деревне, в 1976 году поступил на отделение татарского языка и литературы историко-филологического факультета Казанского государственного университета имени В. И. Ульянова-Ленина, который окончил в 1981 году. Получив высшее образование, ушёл в журналистскую работу, был редактором отдела пропаганды в газете «Татарстан яшьләре» (1981—1984), затем заведующим отделом детского журнала «Ялкын» (1984—1988). В 1989—1991 годах руководил республиканским литературным объединением при Татарском областном комитете Всесоюзного ленинского коммунистического союза молодёжи.
С начала 1990-х годов принимал активное участие в татарском национальном движении. В 1991—1993 годах был заведующим отделом литературы и искусства в журнале «Идель», а в 1991—1995 годах — главным редактором газеты «Татар иле». С 1995 года занимал пост заместителя главного редактора газеты «Мәдәни Җомга», затем стал заведующим редакцией художественной литературы в Татарском книжном издательстве. В 2001 году получил звание заслуженного деятеля искусств Республики Татарстан, в 2007 году стал лауреатом Республиканской премии имени М. Джалиля, а в 2016 году — Государственной премии Республики Татарстан имени Г. Тукая. В 2019 году отметил 60-летие. В 2022 году удостоен звания народного поэта Республики Татарстан. Активно ведёт страницы в социальных сетях, где публикует свои стихи.
Член Союза писателей СССР (с 1988 года). Член правления Союза писателей Республики Татарстан (с 1994 года), его приёмной коллегии (с 1999 года). Является автором таких сборников стихотворений и поэм, как «Җир хәтере» («Память земли», 1985), «Мин дөньяны тыңлыйм» («Я слушаю мир», 1988), «Оча җырлар» («Летят песни», 1991), «Түбә» («Кров», 1998), «Төнге әверелеш» («Ночная метаморфоза», 2005), «Кош хокукы» («Птичьи права», 2014); сборника литературно-публицистических статей «Җәяүле кошлар» («Пешие птицы», 2002); сборников для детей «Тылсымлы тел» («Волшебный язык», 1989), «Ачык дәрес» («Открытый урок», 1995), «Әкияткә ышанмаучы малай» («Мальчик, который не верил в сказки», 2003), ряда других.
Стихи Мурата отличает романтизм, некоторая меланхоличность, публицистическое звучание и философская насыщенность, широкий охват жизненных явлений, внимание к их нравственным аспектам, вкупе с богатством мыслей, поэтических приёмов, необычных сравнений и метафор. Он свободно работает в различных стилях и формах, в стихах Мурата отражается как фольклор, классическая литература, так и современные молодёжные веяния. Он также часто обращается к общественно-политической лирике, фактически превратив свои стихи в орудие борьбы татарского народа за свои права. Большое внимание он уделяет сохранению гармонии стиха, совершенству языковых средств, точности и звонкости слов, создав свой собственный неповторимый стиль и следуя формуле «мысль, чувство, вкус», в связи с чем называется одним из талантливых татарских поэтов современности.

## Очерк творчества
В юности испытал сильное влияние шестидесятников, хотя реализовался как поэт, в основном, во время культурного застоя, находясь в авангарде со своими сверстниками-активистами возрождения татарской культурной жизни. С первыми стихотворными и публицистическими опытами выступил в 1970-х годах на страницах кукморской районной газеты «Хезмәт даны». Во время учёбы в университете стал публиковаться со стихами и литературно-критическими статьями в центральной республиканской прессе, в частности, в журнале «Казан утлары». Широкую известность в качестве поэта обрёл к концу 1980-х годов, с выходом рецензий на его творчество в периодической печати. Первая книга стихов Мурата под названием «Җир хәтере» («Память земли») была издана в 1985 году. Его стихам того периода свойственна слоистая метафоричность, расстановка смысловых акцентов с помощью необычных графических приёмов, вдобавок с выражением своего личного мнения о происходящих в мире событиях, об ответственности за свою страну и свой народ, чем отличается творчество шестидесятников. Как в первой, так и во второй книге «Мин дөньяны тыңлыйм» («Я слушаю мир», 1988), свои довольно абстрактные рассуждения Мурат сочетает с конкретикой за счет совершенно неожиданных образов, как, например — кудрявый малыш, забравшийся на эшафот с шоколадкой в руке, — на этом частном примере он показывает парадоксы и контрасты мирового устройства, призывает к ответственным действиям тех людей, которые отвечают за войну и мир.
Меня из сердца выкинь — вышел срок,

Я не вернусь, не жди меня, не надо.

Чтоб жить в разлуке, словно Сак и Сок,

Пусть Бог тебе терпенье даст в награду.
Я по тебе тоску прогнать сумел,

Повергнуть в прах кумира был я в силе!

Отходную своей любви я спел,

Кто с ней проститься явится к могиле?
Я знаю, кто на проводы придёт,

Я знаю, кто появится с лопатой.

Но я тебя избавил от забот —

Любовь погрёб я в сердце без возврата.
Войдя в литературу в период ожидания перемен, применительно к судьбам народа и страны он настойчиво выделяет ту или иную мысль или фразу, повторяя её снова и снова, заставляя читателя задуматься о том, как сам поэт смотрит на эти перемены. При этом, публицистический тон в стихотворении достигается не прямым выражением своего мнения, а за счёт риторики, построения предложений, скрытого смысла. Герой стихотворений Мурата всегда лиричен, думает о том, чтобы прожить красивую и правильную жизнь, он не только ждёт перемен, но действует на этом пути. В его поэзии 1980-х годов такие исторические личности, как Г. Тукай, Дж. Бруно, Аль-Бируни, Э. Хемингуэй поставлены вровень с абстрактными понятиями совести и честности, как воплощения этих духовных ценностей на земле. Тукай вообще имеет большое значение в творчестве Мурата, как живое воплощение борца за национальное возрождение, явившегося на землю в качестве нового пророка; сам Мурат отмечает, что «в своем духовном развитии мы недалеко продвинулись по сравнению с эпохой Тукая» и «он дал пищу своим последователям на ближайшие 100 лет».
Уже зарекомендовав себя социально-философскими произведениями, в это же самое время Мурат обратился к интимной лирике, в отличие от других поэтов, начавших уделять большое внимание теме любви ещё в начале своего творчества. Учитывая традиционную специфику татарской любовной поэзии, ему удалось добиться оригинальности, в частности, благодаря использованию образов из мира искусства и музыки, как-то рапсодии соловьёв или кантаты кузнечиков, намекающими на значительные эмоциональные переживания и чувства. Не будучи «поэтом любви» в полном смысле этого слова, Мурат не считает зазорным стать нежным, впустить в своё сердце свет природной красоты, выразить чувства тех, кто охвачен любовной страстью. Его любовная лирика близка созданным в 1960-х годах стихам Р. Файзуллина применительно к расстановке слов в строках, акцентировании внимания на последнем абзаце, на знаках препинания, что играет важную роль в передаче до читателя смысловой нагрузки. Вообще, в таких стихах Мурат предпочитал кратко, фрагментарно выражать ту или иную идею, особенно при описании межличностных отношений, которые у него укладывались всего в два-три слова в строчке. Например, квинтэссенцией размышлений о смысле жизни в одном из его стихотворений является фраза «хочу любить», многозначительная и при этом простая по форме, выражающая собой всю полноту томных чувств, надежд на будущие встречи, и возвеличивание любви, способной растопить остывшее сердце.
С начала 1990-х годов, после сборника «Оча җырлар» («Летят песни», 1991), метафоричность в стихах Мурата идёт на убыль, поскольку он уже мог свободно создавать стихи с откровенно политическим содержанием, выражать свои мысли насчёт войн, угнетённых империей наций, давать оценку тем или иным историческим личностям в контексте активизации татарского национального движения и появления новых общественных лидеров. В дальнейшем в творчестве Мурата ещё больше усилилось политическое и социальное содержание, более явно стали продвигаться идеи национального освобождения и обновления, при изложении которых он, однако, обходился без излишнего пафоса. В частности, стремление татарского народа к свободе у него пересекается с аналогичной борьбой в странах Балтии, в частности, в одном из стихотворений выведена татарская девушка, раздавленная танками 13 января 1991 года в Литве, где поэт тогда находился в творческой командировке. В этот период Мурат также обращается к жанру поэмы, где его общественная позиция раскрывается в лирико-эпическом пространстве, в лейтмотивах памяти, государственности, сохранения языка. Особое место в татарской поэзии 1990-х годов занимает его поэма под названием «Ачлык» («Голодовка», 1992), обогатившая татарскую литературу как с точки зрения формы, так и нового, современного содержания, будучи основанной на реальном историческом событии. Так, Мурат в 1991 году на площади Свободы в центре Казани вместе с несколькими литераторами и другими активистами национального движения держал 13-дневную политическую голодовку в целях борьбы за независимость Татарстана.
В качестве эпиграфа к поэме предпослана фраза — «Умирать имеет смысл только за свободу, ибо лишь тогда человек уверен, что он умирает не целиком», принадлежащая А. Камю и смысл которой формирует всю дальнейшую ткань произведения. Первая часть поэмы отличается нетипичным для творчества Мурата звучанием, чередованием классической формы с традиционной татарской — дастаном, использованием эпоса «Идегей» в качестве изложения новых идей. С первых же строф читателю не совсем ясно о каком именно историческом периоде идёт речь, ибо он погружается в визуализацию сразу двух временных плоскостей — как в прежний Идел-йорт, так и в современный на тот период Татарстан. Таким образом, поэт призывает учиться у истории, призывает не повторять ошибок прошлого. Вторая часть уже конкретно касается деятельности активистов движения «Азатлык» в 1990-х годах, там Мурат рассказывает о тех, кто стоял в авангарде борьбы за свободу народа и был готов за это отдать свою жизнь. Поэт недвусмысленно даёт понять, что он сам находился среди голодающих на площади, в этой малой горстке людей, которых, однако, поддерживал целый народ. Телесную и душевную боль он транслирует одновременно с гордостью, заявляя, что пока одни голодовкой отстаивают свои права, другие же живут в этом несправедливом государстве и добровольно обрекают себя на голодную смерть. Отметив, что «татары — голодные до счастья», Мурат буквально передал в своей поэме всю многовековую историю нации, показав себя действительно народным поэтом.
За школьной партою, в тепле

Учить уроки будь готов!

Народов много на земле

И много разных языков.
И каждый житель там привык

В кругу друзей, в кругу семьи

Знать назубок родной язык,

Как все ровесники твои.
Себя сберечь, народ сберечь

Стремится каждый, так и знай!

Чтоб уважать чужую речь,

Родной язык учи, малай!
Идеи, которые Мурат когда-то мог передать только фигурально посредством поэзии, с 1990-х годов он также начал выражать и в периодической прессе. В это время стал активно выступать с критическими и публицистическими статьями по актуальным общественным проблемам современности, воспросам национального движения, татарского мира, истории, литературы и искусства. Ряд таких публикаций в дальнейшем был помещён в сборник «Җәяүле кошлар» («Пешие птицы», 2002). Поэтический сборник «Түбә» («Кров», 1998) также отличается анализом происходящих событий, в частности, в одноимённой поэме Мурат проводит идею о том, что у каждого народа должен быть кров, свой национальный мир, своё духовное прибежище, в которому бы обращался человек, где бы он ни был. В данной книге Мурат также продолжил линию на использование условных символов и образов для привлечения внимания читателя к утрате своих национальных традиций, к ошибкам в сегодняшней жизни, в морали, в политике. Фактически, он создал собственный моральный кодекс, используя уже устоявшуюся, историческую символику, как-то ангелов или драконов, однако указывал на то, что символ — это всего лишь термин, в котором самое главное — его суть и смысловая нагрузка. В такой тенденции в творчестве Мурата критики усматривают некую языческую направленность, отмечая, что таким образом поэт призывает чтить многовековые законы природы, жизни, мироздания, тогда как их неуважение влечёт последствия для морального состояния человека.
Критиками также была оценена книга «Төнге әверелеш» («Ночная метаморфоза», 2005), которая преподносит поэзию как летопись национальной общественной жизни, свидетельствуя о развитии поэтического таланта Мурата, поиске и отражении им ещё нераскрытых тем. Не ставя задачи дать простые ответы на сложные вопросы, он лишь поднимает такие проблемы, как сохранение народом своего лица и места в меняющемся мире. В ряде других своих произведений он также исследует различные исторические пласты, акцентирует внимание на столкновении цивилизаций, переплетении прошлого и настоящего, их конфликте, неизменно призывая читателя к сохранению исторической памяти и нравственных ценностей, в чём его творчество критиками сравнивается с работами А. Баяна, Зульфата. Параллельно Мурат активно начал работать в жанре детской литературы, выпустил сборники стихотворений «Тылсымлы тел» («Волшебный язык», 1989), «Ачык дәрес» («Открытый урок», 1995), «Әкияткә ышанмаучы малай» («Мальчик, который не верил в сказки», 2003), следующие традициям татарской детской поэзии, наследию таких мастеров, как С. Сулейманова, Ш. Галиев, Р. Миннуллин. Ряд стихотворений Мурата были положены на музыку и стали песнями.

## Награды
Премии

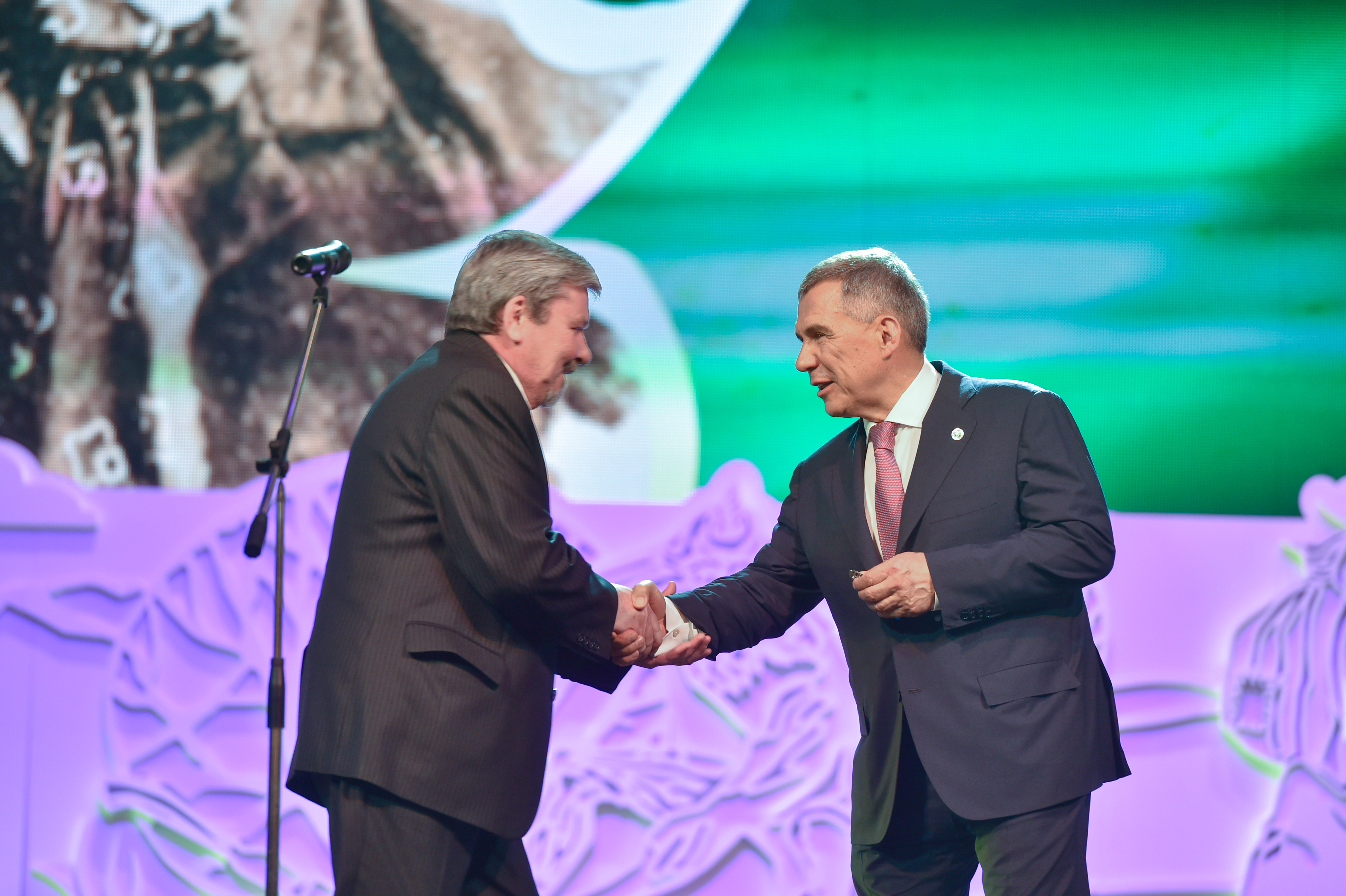
На вручении премии Тукая, 2016 год

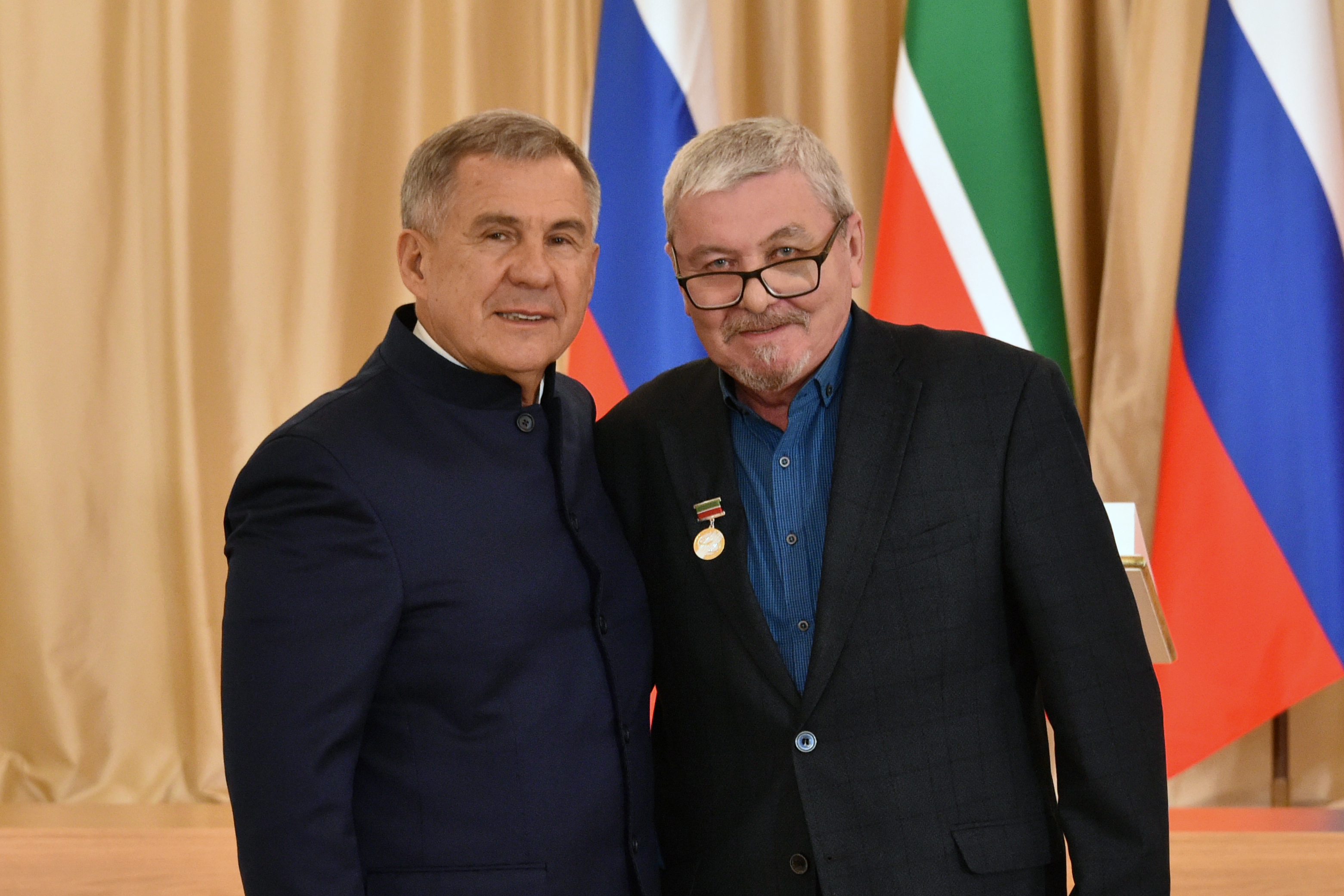
На вручении звания, 2022 год

- Государственная премия Республики Татарстан имени Габдуллы Тукая (2016 год) — за книгу «Кош хокукы: шигырьләр һәм поэмалар» («Птичьи права: стихотворения и поэмы»), Татарское книжное издательство, Казань, 2014 год[52]. Вручена президентом Республики Татарстан Р. Н. Миннихановым на церемонии в Татарском государственном академическом театре оперы и балета имени М. Джалиля[53].
- Республиканская премия имени Мусы Джалиля (2007 год) — за поэтический сборник «Төнге әверелеш» («Ночная метаморфоза») и активную общественную работу с молодёжью[54].
- Премия имени Гаяза Исхаки (2000 год) — за сборник стихов и поэм «Түбә» («Кров»)[1][3].
- Премия[тат.] имени Шайхи Маннура (1992 год)[55].

Звания
- Почётное звание «Народный поэт Республики Татарстан» (2022 год) — за большой вклад в развитие татарской литературы и многолетнюю творческую деятельность[56]. Вручено президентом Республики Татарстан Р. Н. Миннихановым на церемонии в Казанском кремле[57].
- Почётное звание «Заслуженный деятель искусств Республики Татарстан» (2001 год)[1][2].

Прочее
- Приз республиканского журналистского конкурса «Бәллүр каләм — Хрустальное перо» в номинации «Автор книги — журналист» (2003 год)[58].
- Благодарственное письмо председателя Государственного совета Республики Татарстан (2019 год)[59].